# Batozonellus
Batozonellus — род дорожных ос (Pompilidae).

## Распространение
Палеарктика. Для СССР ранее указывалось два вида.

## Описание
Отличаются оранжевой окраской крыльев с темной вершинной каймой. Тело чёрное с жёлтыми пятнами. Коготки расщеплённые (у самок передние, у самцов все). Охотятся и откладывают яйца на пауков, которых парализуют с помощью жала. Личинки эктопаразитоиды пауков. Основание усиков расположено ближе к наличнику, чем к глазку. Коготки равномерно изогнутые. Вершина средней и задней голеней помимо шпор несёт шипы разной длины. Верх задних бедер с 1-5 предвершинными короткими прижатыми шипиками.

## Классификация
- Batozonellus lacerticida (Pallas, 1771)
- Batozonellus maculifrons[4]